# Райнгард Шеферс
Райнгард Шеферс (нім. Reinhard Schäfers, 27 травня 1950, Марсберг, Німеччина) — німецький дипломат.

## Біографія
В 1977 році отримав вищу юридичну освіту і поступив на дипломатичну службу. В 1979/82 роках— керівником відділу з консульських і правових питань Посольства Німеччини у Празі. В 1982/85 роках —  постійний заступник посла Німеччини в Могадішу. В 1985/88 роках — консультант у Відомстві Федерального канцлера, займався відносинами між Сходом та Заходом, питаннями роззброєння та політикою безпеки. В 1988/91 роках — Радник Посольства Німеччини у Москві. Згодом став консультантом Федерального міністерства закордонних справ Німеччини з питань Радянського Союзу. В 1992/98 роках очолював відділ Центральної, Східної і Південно-Східної Європи у Відомстві Федерального канцлера. В 1998 -2000 роках — посланник в Парижі. В 2000/01 роках — постійний представник Німеччини у Західноєвропейському Союзі в Брюсселі. В 2001/2006 роках — представник Німеччини в Комітеті з питань політики і безпеки Європейського Союзу в ранзі посла. З 14 липня 2006 по серпень 2008 року — Надзвичайний і Повноважний Посол в Україні, в 2008/12 роках — у Франції, в 2012/15 роках — в Італії.